# Gaia Epicus
Gaia Epicus – norweska grupa muzyczna wykonująca power metal. Powstała w 1992 roku jako punkrockowa formacja pod nazwą Rått Kjøtt. Rok później muzycy przyjęli nazwę Execution, a także zmienili styl wykonywanej muzyki na thrash metal. W latach 1998–1999 grupa funkcjonowała jako Millenium, jednakże z powodu problemów prawnych zmieniła nazwę na Theater of Pain. W 2001 roku muzycy przyjęli ostatecznie nazwę Gaia Epicus.

## Dyskografia
- Cyber Future (2001, demo, wydanie własne)[4]
- Keepers of Time (2002, demo, wydanie własne)[5]
- Satrap (2003, Sound Riot Records)[6]
- Symphony of Glory (2005, Sound Riot Records)[7]
- Victory (2007, Epicus Records)[8]
- Damnation (2008, Epicus Records)[9]
- Dark Secrets (2011, Epicus Records)[10]